# Jānis Prātnieks
Jānis Prātnieks (29 de julho de 1887, data de morte desconhecida) foi um ciclista letão. Ele competiu para o Império Russo na prova de estrada (individual e por equipes) nos Jogos Olímpicos de Verão de 1912.